# فنسنت روسو
فنسنت روسو هو عداء مراثوني بلجيكي، ولد في 29 يوليو 1962 في مونس في بلجيكا.

## وصلات خارجية
- فنسنت روسو على موقع الاتحاد الدولي لألعاب القوى (الإنجليزية)
- فنسنت روسو على موقع أوليمبيديا (الإنجليزية)